# آشوکا
آشوکا (به خط براهمی: 𑀅𑀲𑁄𑀓؛ سلطنت ۲۶۸ تا ۲۳۲ پیش از میلاد) پیرامون دو سده و نیم پس از بودا و شاهی از دودمان موریا بود که به کیش بودایی و آموزه‌های بودایی باورِ راستین یافت و همهٔ زندگی خود را وقف تحققِ عملیِ اصول آن نمود. گرچه قبل از ایمان آوردن به بودا پادشاهی خونریز و مستبد بود.
آشوکا از سال ۲۷۳ تا ۲۳۲ پیش از زایش مسیح فرمانروایی کرد. وی پسر بیندوساره از شاهان موریایی بود و بر بیشتر شبه قاره هندوستان از بخش‌هایی از افغانستان امروزی گرفته تا میسوره در دوردست‌های بنگال و تا جنوب گوآی کنونی فرمان راند.

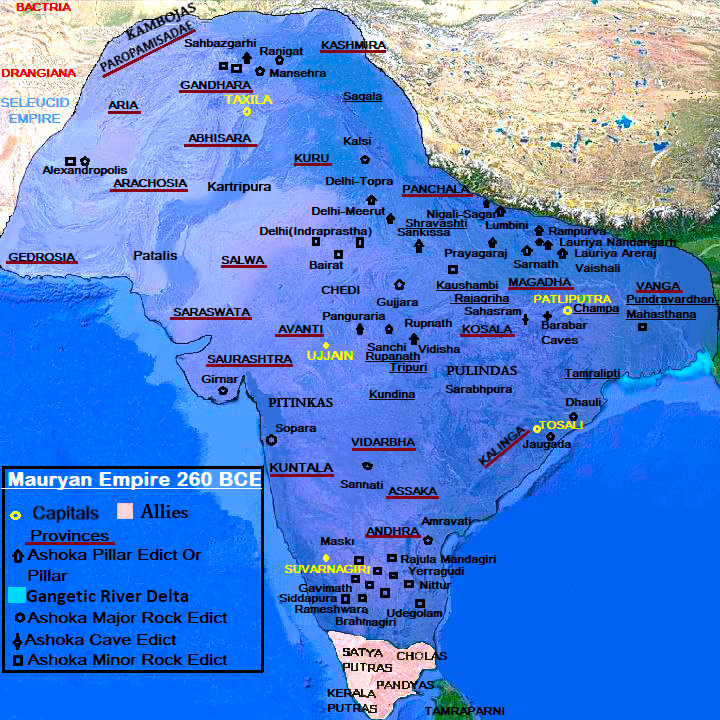

## نام‌شناسی
نام آشوکا از دو بخش آ و شوکا درست شده که در سانسکریت به معنای بی‌اندوه است.
آشوکا در جوانی خویی خشن داشت و به آشوکای درنده معروف بود اما پس از آن خوی وی برگشت، به کیش بودایی گروید و به یک بوداباور مهرورز تبدیل گشت. کوشش‌های آشوکا یاری فراوانی به ریشه دواندن و گسترش بوداگرایی نمود.

## کارها
آشوکا کارگزاران خود را به دادگری فرمان داد و وارسانی نیز بر آن‌ها گمارد و تا حد امکان بر آزاد ساختن زندانیان فرمان می‌داد. وی کشتار جانوران را نیز محدود ساخت و برای مردم و نیز جانوران بیمارستان ساخت. برای خانواده خویش رسم ویژه‌ای در پیوند با صدقه دادن و برآوردن نیازهای نیازمندان بنیاد نهاد. ارج و احترام به همه دین‌ها را بایسته شمرد و به دیدار مردم دین‌های دیگر می‌شتافت. وی فرمان داد تا گیاهان و میوه‌های دارویی را گرد آورده در سراسر هند بکارند، در راه‌ها باغ‌های انجیر هندی و انبه زار بسازند و در هر ۱۸ میل برای آشامیدنی مردم چاه بزنند و نیز بر سر هر چاه آبشخوری بسازند.
آشوکا مبلغان و مژده ورانی به ایران، سری‌لانکا، سوماترا و حتی یونان فرستاد.

## کاخ آشوکا
هنر دوره موریای هند باید تحت تأثیر هنر بودایی باشد زیرا آشوکا امپراتور موریای هند که باعث وحدت بخشی بزرگی از شمال هند شد، به آیین بودا گرویده‌بود. اما کاخ آشوکا در پاتالی پوترا (Pataliputra) که در حوالی شهر پتنا در ایالت بیهار و در شمال شرق هند قراردارد، و ستون‌های یادبود آن در سراسر هند به تقلید از کاخ‌ و ستون‌های تخت جمشید ساخته شده‌است. از دیگر نکات مشترک سنگ‌نوشته‌های داریوش بزرگ و آشوکا، جملات آغازین این سنگ نویسی‌ها است. مثلاً در کتیبه‌های داریوش چنین آمده‌است: «چنین گوید داریوش شاه» و در کتیبه‌های آشوکا نیز چنین نوشته شده‌است: «چنین گوید آشوکا پادشاه بزرگ». ستون‌های یادگاری و ستون‌های فرمانی آشوکا کاملاً شباهت صرف با کارهای داریوش هخامنشی دارد، چنان که برخی حتی معتقدند سرستون معروف سارانت (Sarnath) در عصر موریائی‌ها توسط استادان خارجی ساخته شده و طرح و نقشه این ستون‌ها تقلیدی از سرستون‌های تخت جمشید است. هنر معماری عصر هخامنشی در شکل‌گیری آثار موریایی هند تأثیر قابل اثباتی داشته‌است، هر چند می‌توان گفت نفوذ فرهنگ ایران درعصر چاندراگوپتا مائوریا یعنی سرسلسله پادشاهان موریائی از زمان آشوکا یعنی عصر مجد و عظمت این سلسله نیز بیشتر بود.

### چاندراگوپتا مائوریا، پدر بزرگ آشوکا
اسمیت متخصص تاریخ قدیم هند معتقد است امپراتوری چاندرا گوپتا پدربزرگ آشوکا یک ساتراپ پارسی بود که سال‌ها با دستگاه عظیم شاهنشاهی هخامنشی آشنایی و مراوده داشت و تحت تأثیر این شاهنشاهی چنین حکومتی را تأسیس نمود؛ بنابراین او از بومیان هند نبود بلکه چاندرا گوپتا یک پارسی و یک ایرانی بود.